# José Carlos Burle
José Carlos Queirós Burle (Recife, Brasil, 9 de julio de 1910 - Atibaia, Brasil, 23 de octubre de 1983), conocido simplemente como José Carlos Burle, fue un director, guionista, actor y montajista brasileño, que también se desempeñó en menor medida como productor, compositor y diseñador de producción.

## Biografía
José Carlos Queirós Burle nació el 9 de julio de 1910 en Recife, en el estado brasileño de Pernambuco, donde se crio y asistió a la escuela. Se licenció en Medicina por la Universidad de Río de Janeiro y durante un tiempo trabajó como médico en Pernambuco. 
Su debut cinematográfico tuvo lugar en 1937, cuando participó en la adaptación que Afrânio Peixoto escribió sobre su novela homónima, Maria Bonita, y en la que se encargó de la dirección artística y de la banda sonora, además de obtener un papel como actor. Entre 1937 y 1942 trabajó como cronista en el Jornal do Brasil y entre 1943 y 1956 en Rádio Jornal do Brasil. Durante estos años continuó realizando películas, entre ellas su debut como director y guionista en Astros em Desfile (1942), y fundó junto a su hermano Paulo, Alinor Azevedo y Moacir Fenelon, entre otros, la productora Atlântida Cinematográfica con el fin de promover el cine brasileño.

## Filmografía
| Año  | Película                               | Rol      | Rol       | Rol       | Rol        | Rol        | Rol              | Rol                     | Rol   |
| Año  | Película                               | Director | Guionista | Productor | Montajista | Compositor | Director de arte | Diseñador de producción | Actor |
| ---- | -------------------------------------- | -------- | --------- | --------- | ---------- | ---------- | ---------------- | ----------------------- | ----- |
| 1937 | Maria Bonita                           |          |           |           |            | Sí         | Sí               |                         | Sí    |
| 1942 | Astros em Desfile                      | Sí       | Sí        |           |            |            |                  |                         |       |
| 1943 | Tristezas Não Pagam Dívidas            | Sí       |           |           |            |            |                  |                         |       |
| 1943 | Moleque Tião                           | Sí       | Sí        |           | Sí         |            |                  |                         |       |
| 1944 | É Proibido Sonhar                      |          |           |           |            |            |                  | Sí                      | Sí    |
| 1944 | Gente Honesta                          |          |           |           | Sí         |            |                  |                         |       |
| 1944 | Romance de um Mordedor                 | Sí       | Sí        |           | Sí         |            |                  |                         |       |
| 1945 | O Gol da Vitória                       | Sí       | Sí        | Sí        |            | Sí         |                  |                         |       |
| 1946 | Sob a Luz de Meu Bairro                |          |           |           |            |            | Sí               |                         |       |
| 1947 | Luz dos Meus Olhos                     | Sí       | Sí        |           | Sí         |            |                  |                         |       |
| 1948 | Falta Alguém no Manicômio              | Sí       | Sí        |           | Sí         |            |                  |                         |       |
| 1948 | É com Este Que Eu Vou                  | Sí       | Sí        |           | Sí         |            |                  |                         |       |
| 1949 | Também Somos Irmãos                    | Sí       |           |           |            |            |                  |                         |       |
| 1950 | Não É Nada Disso                       | Sí       | Sí        |           | Sí         |            |                  |                         | Sí    |
| 1951 | Maior Que o Ódio                       | Sí       | Sí        |           | Sí         |            | Sí               |                         |       |
| 1952 | Três Vagabundos                        | Sí       | Sí        |           | Sí         |            |                  |                         | Sí    |
| 1952 | Carnaval Atlântida                     | Sí       | Sí        |           | Sí         |            |                  |                         |       |
| 1952 | Barnabé Tu És Meu                      | Sí       | Sí        |           | Sí         |            |                  |                         |       |
| 1953 | O Craque                               | Sí       | Sí        |           |            |            |                  |                         | Sí    |
| 1954 | Chamas no cafezal                      | Sí       | Sí        |           |            |            |                  |                         | Sí    |
| 1955 | Sonho de Outono                        | Sí       |           |           |            |            |                  |                         |       |
| 1956 | Depois Eu Conto                        | Sí       | Sí        | Sí        | Sí         |            |                  |                         |       |
| 1958 | O Cantor e o Milionário                | Sí       | Sí        | Sí        |            |            |                  |                         | Sí    |
| 1959 | Quem Roubou Meu Samba?                 | Sí       | Sí        |           |            |            |                  |                         |       |
| 1959 | Combatendo a Malária e o Mal de Chagas | Sí       |           |           |            |            |                  |                         |       |
| 1962 | Criança Sadia, Futuro Campeão          | Sí       |           |           |            |            |                  |                         |       |
| 1963 | Terra Sem Deus                         | Sí       | Sí        | Sí        |            |            |                  |                         | Sí    |